# Paul Hunter Classic
De Paul Hunter Classic is een professioneel non-ranking snookertoernooi in Duitsland. Het werd voor het eerst gehouden in oktober 2004 en was van 2016 tot 2017 een van de rankingtoernooien. De eerste editie werd gewonnen door Paul Hunter.

## Geschiedenis
Het toernooi begon in 2004 als de Grand Prix Fürth. In 2005 en 2006 kreeg het de naam Fürth German Open en sinds 2007 is het de Paul Hunter Classic.

## Winnaars
| Jaar                         | Winnaar                   | Verliezend finalist       | Score                     | Seizoen                   |
| Grand Prix Fürth (pro-am)    | Grand Prix Fürth (pro-am) | Grand Prix Fürth (pro-am) | Grand Prix Fürth (pro-am) | Grand Prix Fürth (pro-am) |
| ---------------------------- | ------------------------- | ------------------------- | ------------------------- | ------------------------- |
| 2004                         | Paul Hunter               | Matthew Stevens           | 4-2                       | 2004/2005                 |
| Fürth German Open (pro-am)   |                           |                           |                           |                           |
| 2005                         | Mark King                 | Michael Holt              | 4-2                       | 2005/2006                 |
| 2006                         | Michael Holt              | Barry Hawkins             | 4-2                       | 2006/2007                 |
| Paul Hunter Classic (pro-am) |                           |                           |                           |                           |
| 2007                         | Barry Pinches             | Ken Doherty               | 4-0                       | 2007/2008                 |
| 2008                         | Shaun Murphy              | Mark Selby                | 4-0                       | 2008/2009                 |
| 2009                         | Shaun Murphy              | Jimmy White               | 4-0                       | 2009/2010                 |

| Jaar                                | Winnaar                                 | Verliezend finalist                     | Score                                   | Seizoen                             |
| Paul Hunter Classic (minor-ranking) | Paul Hunter Classic (minor-ranking)     | Paul Hunter Classic (minor-ranking)     | Paul Hunter Classic (minor-ranking)     | Paul Hunter Classic (minor-ranking) |
| ----------------------------------- | --------------------------------------- | --------------------------------------- | --------------------------------------- | ----------------------------------- |
| 2010                                | Judd Trump                              | Anthony Hamilton                        | 4-3                                     | 2010/2011                           |
| 2011                                | Mark Selby                              | Mark Davis                              | 4-0                                     | 2011/2012                           |
| 2012                                | Mark Selby                              | Joe Swail                               | 4-1                                     | 2012/2013                           |
| 2013                                | Ronnie O'Sullivan                       | Gerard Greene                           | 4-0                                     | 2013/2014                           |
| 2014                                | Mark Allen                              | Judd Trump                              | 4-2                                     | 2014/2015                           |
| 2015                                | Ali Carter                              | Shaun Murphy                            | 4-3                                     | 2015/2016                           |
| Paul Hunter Classic (ranking)       |                                         |                                         |                                         |                                     |
| 2016                                | Mark Selby                              | Tom Ford                                | 4-2                                     | 2016/2017                           |
| 2017                                | Michael White                           | Shaun Murphy                            | 4-2                                     | 2017/2018                           |
| 2018                                | Kyren Wilson                            | Peter Ebdon                             | 4-2                                     | 2018/2019                           |
| Paul Hunter Classic (non-ranking)   |                                         |                                         |                                         |                                     |
| 2019                                | Barry Hawkins                           | Kyren Wilson                            | 4-3                                     | 2019/2020                           |
| 2020                                | Niet gehouden vanwege de coronapandemie | Niet gehouden vanwege de coronapandemie | Niet gehouden vanwege de coronapandemie | 2020/2021                           |